# 公屋聯會
公屋聯會（英語：Federation of Public Housing Estates），全稱「港九新界公共屋邨居民商戶團體聯會」，是由11個社區組織於1985年組成。它側重於公共住房政策，迎合了租住公屋居民的利益。

## 歷史

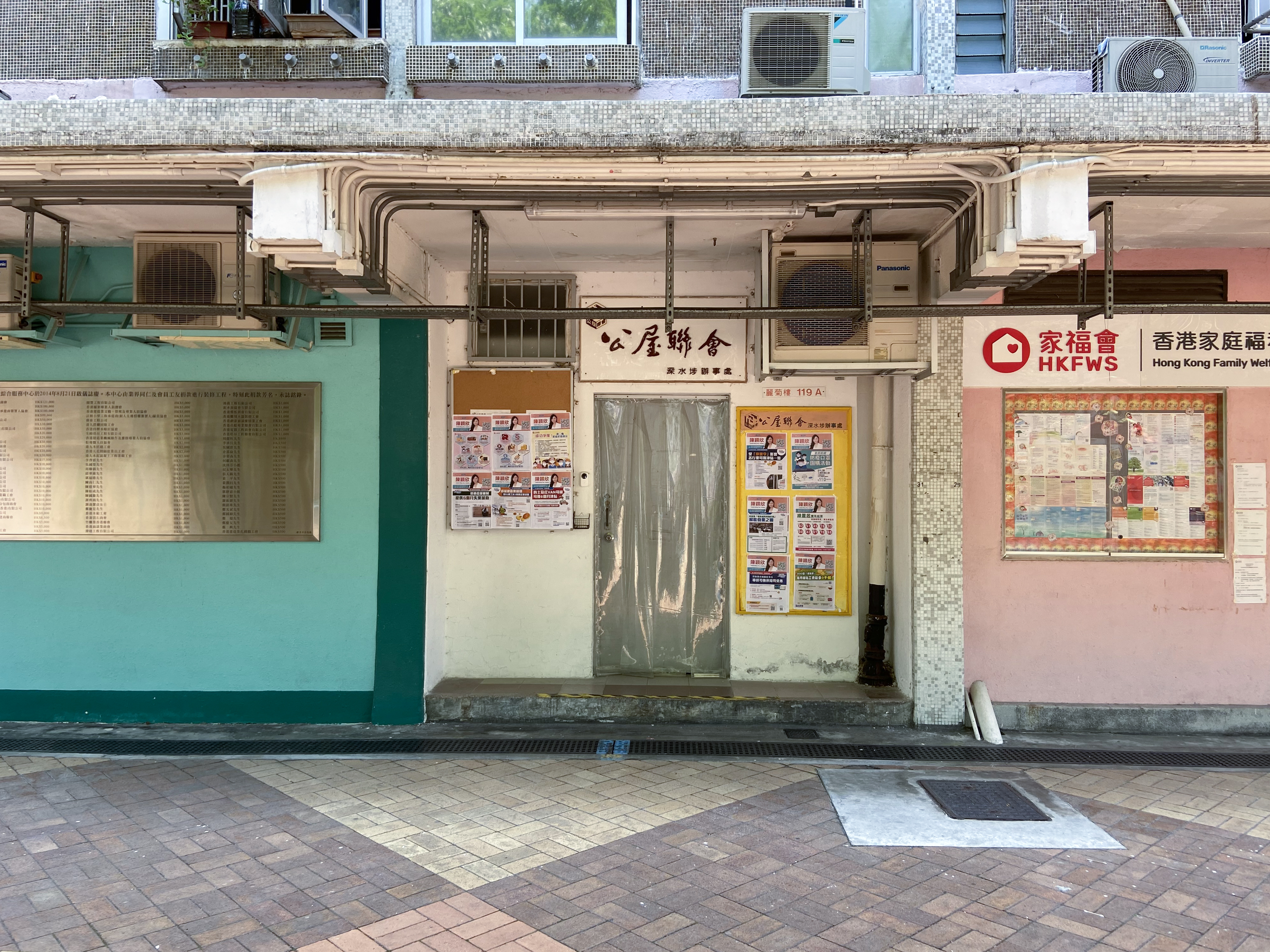
在麗閣邨的公屋聯會深水埗辦事處

公屋聯會於1985年4月成立，目前有屬會團體八十四個，分佈香港各地區，並分別在深水埗、荃灣及港島東設置辦事處，服務租住公屋居民。公屋聯會經常關注有關香港公屋發展、配套及政策等問題。
1970年代末至1980年代初，因為公屋富戶政策、第一及二型徙置大廈重建、26座問題公屋醜聞等公共房屋問題湧現，由社會工作者及持較進步立場的公屋居民，組織了公屋評議會對相關事件作反應，包括舉行記者會、發起居民請願及罷交租等運動，同時推派代表參與區議會及市政局兩級選舉，造就了馮檢基、吳明欽、陳偉業、林澤飄等當時出身背景不同的政治明星，而持保守派立場，包括支持當時港英政府或親共左派背景、學歷偏低的街坊派人士，則基於街坊福利會、互助委員會及街市商會等組織下，成立公屋聯會分庭抗禮，其模式如同同年成立的新界社團聯會抗衡新界鄉議局。但隨著香港政黨政治的發展，在社會事件的話語權漸漸落入主流政黨之中，公屋聯會的角色逐漸淡出；例如2015年鉛水事件及領展房地產投資信託基金出售旗下商場，時任公屋聯會主席王坤去信要求與政府官員會面了解情況，但不獲安排接見。
公屋聯會是香港早期的論政組織之一，與公屋聯會同期成立的香港勵進會、太平山學會等聯會組織形式的論政團體早已於1990年代解散，現時只剩下香港民主民生協進會與公屋聯會依然活躍於香港政壇。

## 歷屆議員
公屋聯會曾經在多個區議會均有議席，不過獨立於各個地區組織、政黨或者正式以該會名義參選則甚少。

### 2020年至2023年
| 區議會     | 代號 | 選區     | 姓名   | 備註                               |
| ---------- | ---- | -------- | ------ | ---------------------------------- |
| 觀塘區議會 | J11  | 觀塘安泰 | 林瑋   | 創建力量成員                       |
| 觀塘區議會 | J24  | 油翠     | 龐智笙 | 創建力量成員                       |
| 荃灣區議會 | K17  | 石圍角   | 文裕明 | 公屋聯會主席、新社聯成員           |
| 屯門區議會 | L28  | 欣田     | 賴嘉汶 | 公屋聯會執委、新社聯以及民建聯成員 |

### 2016年至2019年
| 區議會     | 代號 | 選區   | 姓名   | 備註                     |
| ---------- | ---- | ------ | ------ | ------------------------ |
| 觀塘區議會 | J26  | 翠屏   | 鄭強峰 | 同為創建力量成員         |
| 荃灣區議會 | K17  | 石圍角 | 文裕明 | 公屋聯會主席、新社聯成員 |
| 北區區議會 | N09  | 清河   | 藍偉良 | 公屋聯會副主席           |

## 選舉
自公屋聯會在1985年成立以來，其一直有會員參與區議會選舉，卻一直只以獨立人士或其他正式政黨名義參選，直至2015年，同為九龍社團聯會和創建力量的成員鄭強峰以公屋聯會名義出選，成為第一個正式為公屋聯會出選的候選人。

### 區議會選舉
| 選舉 | 民選得票 | 民選得票比例 | 民選議席 | 委任議席 | 當然議席 | 總議席  | +/- |
| 2015 | 3,457    | 0.24%        | 3        | 不適用   | 0        | 3 / 458 | ▲3  |
| 2019 | 17,243   | 0.59%        | 4        | 不適用   | 0        | 4 / 479 | ▲1  |

## 外部連結
- 公屋聯會官方網站（页面存档备份，存于）
- 公屋聯會的Facebook專頁